# 坂元昂
坂元 昂（さかもと たかし、1933年3月7日 - 2012年3月22日）は、日本の教育工学者。東京工業大学・大学入試センター名誉教授。

## 来歴
兵庫県生まれ。東京大学文学部心理学科卒、同大学院修了。1967年「概念学習における言語命名の効果」で文学博士。東京都立教育センター、東京工業大学助教授、1973年教授、1992年定年退官、名誉教授、大学入試センター副所長、96年同名誉教授、放送教育開発センター所長。1997年メディア教育開発センター所長。2004年日本教育工学振興会会長。2007年東京未来大学学長。総合研究大学院大学文化科学研究科メディア社会文化専攻教授、日本学術会議会員。日本教育工学学協会会長。教育工学の創始者の一人。

## 著書
- 『教育工学の原理と方法』明治図書新書 1971
- 『能力はどこまでのばせるか 教育工学の考え方』講談社現代新書 1971
- 『授業改造の技法』明治図書出版 授業研究全書 1980
- 『テレビっ子 マスコミ時代の子育て』あすなろ書房 1980
- 『学習意欲を開発する授業技術』全7巻 明治図書出版 1983
- 『幼児の世界をさぐる その心理と行動の秘密』フレーベル館 1985
- 『授業に活かす教育工学 1　子どもを生かす授業のしくみ』ぎょうせい 1988
- 『教育工学』放送大学教育振興会 1991

### 共編著
- 『教育工学講座 1 現代社会における教育工学』編 大日本図書 1971
- 『講座教育のシステム化』編 明治図書出版 1971
- 『教育工学の実践』上原勲共編著 明治図書出版 1972
- 『小・中学校授業システム化の事例研究』編 明治図書出版 1972
- 『一問一答教育工学入門』編著 明治図書出版 1973
- 『授業実践と教育機器 小・中学校編』小林一也共編著 明治図書出版 1973
- 『理科・行動目標の分析と評価』武村重和共編著 明治図書出版 1975
- 『授業研究の新課題 4　教材の次元分けと授業設計 理科編』武村重和共編著 明治図書出版 1976
- 『社会科・行動目標の分析と評価』溝上泰共編著 明治図書出版 1976
- 『学習心理学』東洋共編 新曜社 1977
- 『授業技術の開発』全6巻 水越敏行共編 明治図書出版 1977‐78
- 『現代基礎心理学 7 思考・知能・言語』編 東京大学出版会 1983
- 『教育マイコン活用入門』編 明治図書出版 1985
- 『自己学習力を育てる授業』明治図書出版 1985

1 小学校国語科学習技能の指導入門』野口芳宏共編
2 小学校社会科学習技能の指導入門』山崎林平共編
3 小学校算数科学習技能の指導入門』西崎道喜共編
4 小学校理科学習技能の指導入門』菊田英一共編
- 『学校をかえるマイコン』編 明治図書出版 1987
- 『これがコンピュータ教育だ 世界のカリキュラム・実践 日本のコンピュータ教育を拓く』東洋共編 ぎょうせい 1987
- 『中学校英語科の自己学習力指導入門』長瀬荘一共編 明治図書出版 1987
- 『中学校国語科の自己学習力指導入門』陣川桂三共編 明治図書出版 1987
- 『中学校社会科の自己学習力指導入門』久利文男共編 明治図書出版 1987
- 『中学校数学科の自己学習力指導入門』徳永伸夫共編 明治図書出版 1987
- 『中学校理科の自己学習力指導入門』中田太海共編 明治図書出版 1987
- 『テレビは幼児に何ができるか 新しい幼児番組の開発』白井常共編 日本放送教育協会 1987
- 『教職課程講座 第2巻 発達と学習 心と学びのしくみ』編著 ぎょうせい 1990
- 『教職課程講座 第4巻 教育の方法と技術 授業の効果を高める技術』編著 ぎょうせい 1990
- 『教育の情報化と情報教育の展開』古藤泰弘共編著 才能開発教育研究財団 授業研究双書 1991
- 『マルチメディア時代の子どもたち』共著 産調出版 1995
- 『教育工学とはどんな学問か』岡本敏雄,永野和男共編著 ミネルヴァ書房 教育工学選書 2012

### 翻訳
- T.オシエイ, J.セルフ『人工知能による学習革命 学校教育とコンピュータ』監訳 HBJ出版局 1984
- W.J.ブランブル, E.J.メイソン『コンピュータと教育 現場でマイコンを活かす』監訳 マグロウヒルブック 1987

## 論文
- 「思考研究における媒介過程の問題 正続」 『心理学評論』 第7巻 2号 1963 - 第8巻 1号 1964
- 「教育工学の現状と今後の方向」 『教育学研究』 第35巻 1号 1968
- 「ピアジェの学習心理学」 波多野完治編 『ピアジェの発達心理学』 国土社 1965
- 「幼児の概念学習における言語命名の効果」 『聖心女子大学論叢』 第28集 1966
- 「フランス学派」 詫摩武俊編 『性格の理論』 誠信書房 1967
- 「概念学習における言語命名の効果」 『東京工業大学学報』 第34号 1967
- 「最近の教育工学研究の動向」 『学校教育研究所年報』 34号 1967
- 「学習と思考」 東洋編 『講座心理学 8. 思考と言語』 東京大学出版会 1970
- 「授業の内容分析の原理と方法」 『現代教育工学』 第15号 1972
- 「新しい教育研究の方法としての教育工学」 『教育学研究』 第40巻 4号 1973
- "The current state of educational technology in Japan", Educ. Thechnol. Res., Vol. 1, 1977
- "Educational technology research-prospects and problems", Educ. Thechnol. Res., Vol. 2, 1978
- 「教授技能開発に関する実践的研究」 『教育心理学年報』 第23集 1983
- "Characteristics of study skill in Japanese pupils", Evaluation in Education, Vol. 9,  No. 3, 1985
- "An international comprison of student study skills", In G. d'Ydwelle (ed.) Congnition, Information Processing and Motivation, North-Holland 1985
- "Educational technology in Japan", Educational Technology Research, Vol. 10, No. 1・2, 1987
- "Promotion of school children's invention in Japan", 『科学教育研究』 第13巻 2号 1989
- 「教育工学」 『教育学研究』 第59巻 3号 1992
- 「大学入学者選抜の現状と課題」 『大学入試フォーラム』 第18号 1995
- 「教育改革に貢献する教育工学の展開」 『日本教育工学雑誌』 第20巻 1号 1996
- 「情報教育と『生きる力』」 日本教材文化研究財団 『研究紀要』 第26巻 1997
- 「電子情報通信技術の教育応用研究開発の現状と課題」 『電子情報通信学会論文誌』 D-II Vol. J80-II No. 4 1997
- "University teaching and learning: using information technology prceeding ", International Conference On University Teaching for Learning for Tommorrow's World Melang, Indonesia, 1997
- 「21世紀に向けた教育改革政策」 『除法処理』 第39巻 7号・通巻401号 1998
- 「情報教育に関する文教政策の展開」 『日本教育工学会誌』 1998
- 「日本における高度情報技術による教育改革：画一から個性化・多様化への道」 『日仏教育学会年報』 第5号 1999
- 「教育改革に貢献する情報通信」 『情報通信学会誌』 第60巻 17号 1999
- 「情報教育の現状と課題」 『科学教育研究』 Vol. 23, No. 3, 1999
- "Use of information technology in education present state and future prospects in Japan", C. M. Feyten et al (eds.) Virtual instruction issues and Insights from an International Perspectives, Liblaries Unlimited. Inc. Englewood, Colorado, 1999
- "Virtual university projects in Japan: the present state and the problems", M. Abramson (ed.) Toward the Global University, II Redefining Excellence in the Third Millennium, 2000
- "The issues involved in the development of information and communication technology use in elemetary and secondary school education in Japan", Selected Oaoersw of International Conference on Information Technology in Education of schools, 2001 Improving Study, Jiling Education Publishing 吉林教育出版社 2001
- "Educational reform based on E-Learning: The Establishment of an International Web-Based Learning", Journal of Studies in International Education, Vol. 6, No. 2, 2002
- "E-Learning and education innovation in higher education in Japan", Educational Media International, 2002

## 参考
- [ISBN　978-4-7620-1170-2]
- デジタル版日本人名大辞典
- 大泉溥 編 編『日本心理学者事典』クレス出版、2003年、487頁。ISBN 4-87733-171-9。